# Leslie Law
Leslie Francis Law  (Hereford 5 mei 1965) is een Brits ruiter gespecialiseerd in eventing. Law won in 2000 olympisch zilver in de landenwedstrijd eventing. Twee jaar later tijdens de Wereldruiterspelen 2002 won Law de bronzen medaille in de landenwedstrijd individueel eindigde hij als achttiende. Law kreeg tijdens de Olympische Zomerspelen 2004 na afloop van de wedstrijd een zilveren medaille omgehangen individueel en een bronzen voor de landenwedstrijd. Na afloop van de wedstrijd dienden de Fransen, Britten en Amerikanen een protest omdat de Duitse Bettina Hoy, winnares van het goud individueel en in de landenwedstrijd, tweemaal de startstreep was gepasseerd en daarmee gestraft had moeten met twaalf strafpunten. De beroepscommissie van de Fédération Équestre Internationale wees het verzoek af maar enkele dagen na afloop van het toernooi wees het Hof van Arbitrage voor Sport het bezwaar gegrond, waardoor Law zijn zilveren medaille opgewaardeerd werd naar een gouden medaille individueel en zijn bronzen medaille in de landenwedstrijd naar een zilveren medaille, dit nieuws kreeg hij tijdens een wedstrijd in zijn thuisland.

## Resultaten
- Olympische Zomerspelen 2000 in Sydney  landenwedstrijd eventing met Shear H2O
- Wereldruiterspelen 2002 in Jerez de la Frontera 18e individueel eventing met Shear H20
- Wereldruiterspelen 2002 in Jerez de la Frontera  landenwedstrijd eventing met Shear H20
- Olympische Zomerspelen 2004 in Athene  individueel eventing met Shear L'Eau
- Olympische Zomerspelen 2004 in Athene  landenwedstrijd eventing met Shear L'Eau

1912: Axel Nordlander ·
1920: Helmer Mörner ·
1924: Dolf van der Voort van Zijp ·
1928: Charles Pahud de Mortanges ·
1932: Charles Pahud de Mortanges ·
1936: Ludwig Stubbendorf ·
1948: Bernard Chevallier ·
1952: Hans von Blixen-Finecke jr. ·
1956: Petrus Kastenman ·
1960: Lawrence Morgan ·
1964: Mauro Checcoli ·
1968: Jean-Jacques Guyon ·
1972: Richard Meade ·
1976: Edmund Coffin ·
1980: Euro Federico Roman ·
1984: Mark Todd ·
1988: Mark Todd ·
1992: Matt Ryan ·
1996: Blyth Tait ·
2000: David O'Connor ·
2004: Leslie Law ·
2008: Hinrich Romeike ·
2012: Michael Jung ·
2016: Michael Jung ·
2020: Julia Krajewski ·
2024: Michael Jung